# Lamborghini Invencible et Autentica
Les Lamborghini Invencible et Lamborghini Autentica sont des supercars du constructeur automobile italien Lamborghini présentées en février 2023. Ce sont des modèles uniques développés par le département Lamborghini Centro Stile pour célébrer la fin du V12 atmosphérique de la marque au taureau et le début du V12 hybride.

## Description
Les Lamborghini Invencible et Autentica sont présentées le 6 février 2023. La Lamborghini Invencible est un coupé livré dans une teinte Rosso Efesto et l'Autentica est sa version roadster avec sa carrosserie grise Grigio Titans. Ces modèles rendent hommage à la Lamborghini Sesto Elemento qui est basée sur la Gallardo.

## Caractéristiques techniques
Toutes deux sont développées sur la base de la Lamborghini Aventador Ultimae et reprennent des traits de style d'autres modèles de la marque comme l'Essenza SCV12 pour la face avant (capot et  splitter avant), la Sián pour les optiques ou la Sesto Elemento pour l'aileron arrière.

### Motorisation
Ces deux modèles uniques sont les dernières voitures au taureau qui auront droit au V12 atmosphérique. Celui-ci développe 780 ch pour un couple de 720 N m. Elles sont dotées de la transmission intégrale.

## Apparitions dans les médias
- Asphalt Legends Unite (Autentica)